# گولما نگیوا
گولما نگیوا (به صربی: Golema Njiva) یک روستا در صربستان است که در لسکواس واقع شده‌است. گولما نگیوا ۱۱۸ نفر جمعیت دارد.